# Raoul Wallenberg
Raoul Gustav Wallenberg (4. august 1912 – 17. juli 1947?) var en svensk diplomat, som under 2. verdenskrig gjorde en stor humanitær indsats i Ungarns hovedstad Budapest for at redde jøder fra holocaust. Mellem juli og december 1944 udstedte han beskyttelsespas og husede jøder, hvorved han reddede titusindvis af jødiske liv.
Den 17. januar 1945 blev han arresteret i Budapest af de sovjetiske styrker, efter at disse havde vundet kontrol over byen fra Nazityskland. Han rapporteredes død i marts. De nøjagtige omstændigheder omkring hans død har længe været omdiskuterede. I 1957 hævdede de sovjetiske myndigheder, at Wallenberg var død af et hjerteslag i Lubjankafængslet i 1947, 35 år gammel. Der foreligger imidlertid rapporter fra andre fanger i samme fængsel om, at han er set i live længe efter 1947. Den russiske regering gav i 1991 Vjatjeslav Nikonov til opgave at finde frem til sandheden. Hans konklusion var, at Wallenberg døde i 1947, henrettet mens han var fange i Lubjanka. Et brev til familien von Dardel og senere videregivet af Associated Press i april 2010 indeholdt oplysning om, at der var fremkommet nye beviser for, at Wallenberg "med stor sandsynlighed" var i live efter den dato, hvor de sovjetiske myndigheder hævdede ham død.
Wallenberg er blevet hædret posthumt mange gange. Han er æresborger i USA, Canada, Ungarn og Israel. Israel har også tildelt ham udmærkelsen "Retfærdige blandt nationerne". Der findes monumenter til ære for ham, og gader er blevet opkaldt efter ham i store dele af verden. I USA dannedes en Raoul Wallenberg-komite i 1981 for at "videreføre Raoul Wallenbergs humanitære idealer og ikke-voldelige mod", og som med dette formål for øje uddeler en Raoul Wallenberg-medalje.

## Opvækst
Wallenberg blev født i Kappsta i Lidingö Kommune nær Stockholm, hvor hans bedsteforældre på mødrene side, professor Per Johan Wising og Sophie Wising, havde bygget en sommervilla i 1882. Hans farfar, som var diplomat og udstationeret i Tokyo, Istanbul og Sofia, var Gustaf Oscar Wallenberg (1863-1937), søn af André Oscar Wallenberg (1816-1886).
Han forældre, som giftede sig i 1911, var Raoul Oscar Wallenberg (1888–1912), en svensk søofficer, som døde af kræft tre måneder før hans søn blev født, og Maria "Maj" Sofia Wising (1891–1979). I 1918 giftede hans mor sig igen med Fredrik von Dardel (død 1979); i det ægteskab fik de en søn, Guy von Dardel, og en datter, Nina Lagergren.
I 1931 tog Wallenberg til USA for at studere arkitektur ved University of Michigan. Her lærte han at tale engelsk, tysk og fransk. I sine ferier udforskede han Amerika. Trods Wallenberg-familiens store rigdomme arbejdede han i fritiden og kørte bl.a. sammen med andre unge studerende rickshaw under verdensudstillingen i Chicago i 1933.
Tilbage i Sverige, hvor hans amerikanske uddannelse ikke kvalificerede ham til at arbejde som arkitekt, arrangerede hans bedstefar, at han fik arbejde i Cape Town i Sydafrika i et svensk firma, som solgte byggematerialer. Mellem 1935 og 1936 var han ansat i en underordnet stilling i en afdeling af Holland Bank i havnebyen Haifa i Britisk Palæstina. Han kom igen til Sverige i 1936 og fik med hjælp af sin onkel og gudfader, Jacob Wallenberg, ansættelse i Central European Trading Company, der var et im- og eksportselskab, som drev handel med Centraleuropa, og som ejedes af en ungarsk jøde, Kálmán Lauer.

## Arbejde i Ungarn
Miklós Horthys regering i Ungarn indførte i 1938 en række anti-jødiske foranstaltninger, som begrænsede jøders valg af erhverv og minimerede deres antal i statslige stillinger samt forbød dem at gifte sig med ikke-jøder. Lauer fandt det stadig mere vanskeligt at rejse til Ungarn, og Wallenberg blev hans betroede repræsentant. Wallenberg lærte sig hurtigt ungarsk og foretog fra 1941 hyppige rejser til Budapest. Inden et år var Wallenberg medejer af firmaet og dets internationale direktør.
Omkring april og maj 1944, hvor det stod klart, at Tyskland ville tabe krigen, begyndte tyskerne og deres ungarske samarbejdspartnere en massedeportation af ungarske jøder, som nåede op på 12.000 om dagen. Forfølgelsen af jøderne i Ungarn blev hurtigt godt kendt i udlandet, da George Mantello sidst på foråret 1944 udgav, hvad der nu kendes som Vrba-Wetzler-raporten. Verdensledere som premierminister Winston Churchill, præsident Roosevelt og andre samarbejdede om at hjælpe Horthy med at sætte en stopper for deportationerne.
Præsident Roosevelt sendte i foråret Iver C. Olsen (1904-1960) til Stockholm som officiel repræsentant for det amerikanske krigsflygtningeråd (War Refugee Board). Olsen så sig om efter nogen, som var i stand til at tage til Budapest og organisere et redningsprogram for jøderne der og anså Wallenberg for at være den rette mand.

## Diplomat i Budapest
Wallenberg rejste derfor den 9. juli 1944 til Budapest som førstesekretær ved den svenske legation i Budapest. Sammen med en anden svensk diplomat, Per Anger, udstedte han "beskyttelsespas" (tysk : Schutz-Pass), der identificerede indehaveren som svensk undersåt, der afventede tilbagesendelse til hjemlandet, og forhindrede derved deportation. Skønt dokumentet ikke var lovligt, så det officielt ud og blev i almindelighed accepteret af de tyske og ungarske autoriteter, som dog af og til måtte bestikkes. Det lykkedes også den svenske legation i Budapest at forhandle en ordning på plads med tyskerne, så indehavere af beskyttelsespas blev behandlet som svenske statsborgere og var undtaget fra at bære den gule davidsstjerne på brystet.
For penge, der var rejst af flygtningerådet, lejede Wallenberg 32 huse i Budapest og erklærede dem eksterritoriale og undergivet diplomatisk immunitet. Han satte dørskilte op med tekster som "Det svenske bibliotek" og "Det svenske forskningsinstitut" og ophængte store svenske flag på bygningerne for at understøtte vildledningen. Efterhånden husede disse bygninger næsten 10.000 mennesker.
Sandor Ardai, der var chauffør for Wallenberg, berettede hvad Wallenberg gjorde, da han opdagede et tog med jøder, som var ved at afgå til Auschwitz:
| Citat | ... han klatrede op på togets tag og begyndte at række beskyttelsespas ind gennem de døre, som endnu ikke var forseglet. Han overhørte ordrer fra tyskerne om at komme ned, hvorpå mændene fra Pilekorspartiet begyndte at skyde og råbe til ham om at fjerne sig. Han ignorerede dem og fortsatte roligt med at række pas til de hænder, som rakte ud efter dem. Jeg tror, at mændene fra Pilekorspartiet med vilje skød for højt, for intet skud ramte ham, hvilket ellers ville have været umuligt. Jeg tror, at de gjorde det, fordi de var imponerede af hans mod. Da Wallenberg havde uddelt alle sine pas, beordrede han alle, som havde et, til at forlade toget og gå over til den bilkaravane, der var parkeret i nærheden og mærket med svenske farver. Jeg husker ikke nøjagtigt, hvor mange, men han reddede dusinvis ud af toget, og tyskerne og pilekors-mændene var så forbløffede, at de lod ham slippe af sted med det. | Citat |
|       | |       |

Da programmet var på sit højeste, var over 350 mennesker involveret i redningen af jøderne. Nonnen Sára Salkaházi blev afsløret i at skjule jødiske kvinder og blev dræbt af medlemmer af Pilekorspartiet. Den schweiziske diplomat Carl Lutz uddelte ligeledes beskyttelsespas fra Schweiz' ambassade i foråret 1944, og den italienske forretningsmand Giorgio Perlasca udgav sig for at være spansk diplomat og udstedte forfalskede visa. Også Berber Smit (Barbara Hogg), som var datter af Lolle Smit (1892-1961), direktøren for N.V. Philips Budapest, og hollandsk spion, der arbejdede for den britiske MI6, hjalp Wallenberg og havde, ifølge hendes søn, en kærlighedsaffære med ham. Lolle Smits anden datter, Reinderdina Petronella Smit (1922-1945), døde 18. august 1945 i Bukarest.
Wallenberg begyndte at overnatte et nyt sted hver nat for at undgå at blive taget til fange eller dræbt af Pilekorspartiet eller af Adolf Eichmanns mænd. To dage før russerne besatte Budapest, forhandlede Wallenberg med både Eichmann og general Gerhard Schmidthuber, øverstbefalende for den tyske hær i Ungarn. Wallenberg bestak medlemmet af Pilekorspartiet Pál Szalai til at overbringe en note, hvori Wallenberg overtalte dem til at opgive at organisere en sidste indsats i form af en dødsmarch for de tilbageværende jøder i Budapest ved at true med at få dem anklaget for krigsforbrydelser efter krigen.
Blandt dem, som blev reddet af Wallenberg, var biokemikeren Lars Ernster, som fik ophold i den svenske ambassade, og Tom Lantos, der senere blev medlem af Repræsentanternes Hus, og som boede i et de svenske, sikre huse.

## Fængslet af Sovjetunionen
Den sovjetiske Røde Hær nærmede sig Budapest tidligt i 1945, og den 17. januar 1945 blev Wallenberg beordret til marskal Rodion Malinovskijs hovedkvarter i Debrecen, mistænkt for at være spion for USA, idet krigsflygtningerådet var mistænkt for at være involveret i spionage. Wallenbergs sidste kendte ord var: "Jeg tager til Malinovskij ... om det er som gæst eller fange, ved jeg endnu ikke." I 2003 tydede en gennemgang af sovjetisk krigskorrespondance på, at Vilmos Böhm kan have angivet Wallenberg navn til Stalin som en, der skulle tilbageholdes.
Oplysninger om Wallenbergs skæbne efter hans tilbageholdelse er til dels spekulative, skønt mange vidner påstår at have mødt ham under fængslingen.
Wallenberg blev med tog sendt fra Debrecen gennem Rumænien til Moskva. Det kan være sket i håb om at udveksle ham med afhoppere i Sverige. Vladimir Dekanosov underrettede 16. januar 1945 svenskerne om, at Wallenberg var under de sovjetiske myndigheders beskyttelse. Den 21. januar 1945 blev han overført til Lubjankafængslet og indsat i celle 123 sammen med Gustav Richter, som havde været politiattache ved den tyske ambassade i Rumænien. Richter vidnede i Sverige i 1955 om, at Wallenberg blev forhørt i omkring halvanden time i begyndelsen af februar 1945. 1. marts 1945 blev Richter flyttet fra cellen og så aldrig Wallenberg igen.
Den sovjetisk-kontrollerede ungarske radio meddelte den 8. marts 1945, at Wallenberg og hans chauffør var blevet dræbt på vej til Debrecen og antydede, at Pilekorspartiet eller Gestapo stod bag drabene. Sveriges udenrigsminister, Östen Undén, og den svenske ambassadør i Sovjetunionen, Staffan Söderblom, antog fejlagtigt, at de var døde. I april 1945 tilbød William Averell Harriman fra det amerikanske udenrigsministerium at hjælpe den svenske regering med at klarlægge Wallenbergs skæbne, men tilbuddet blev afslået. Söderblom mødtes med Molotov og Stalin i Moskva den 16. juni 1946, men Söderblom, som stadig havde den opfattelse, at Wallenberg var død, overhørte enhver tale om en udveksling med russiske afhoppere i Sverige.

### Død
Sovjetunionen frigav den 6. februar 1957 et dokument, dateret 17. juli 1947, som indeholdt følgende: "jeg rapporterer, at fangen Wallenberg, som er velkendt for Dem, døde pludseligt i sin celle i nat, formentlig som følge af et hjerteanfald eller hjertesvigt. Ifølge de instrukser, jeg har fået fra Dem om, at jeg personligt har Wallenberg under mit opsyn, anmoder jeg om tilladelse til obduktion for at fastslå dødsårsagen... Jeg har personligt underrettet ministeren, og det er blevet beordret, at liget brændes uden obduktion." Dokumentet var underskrevet af Smoltsov, den daværende chef for Lubjankas infirmeri, og adresseret til Viktor Semjonovitj Abakumov, den sovjetiske minister for statens sikkerhed. I 1989 sendte Sovjet Wallenbergs personlige ejendele tilbage til hans familie, herunder hans pas og hans cigaretetui. Sovjetiske embedsmænd fortalte, at de fandt effekterne, da de var ved at udvide hyldeområdet i et depot.
I 1991 gav den russiske regering Vyacheslav Nikonov til opgave at undersøge Wallenbergs skæbne. Han konkluderede, at Wallenberg virkelig døde i 1947, idet han blev henrettet ved skydning, mens han var fange i Lubjanka.
Aleksander Nikolaevitj Jakovlev meddelte i 2000 i Moskva, at Wallenberg var blevet henrettet i 1947 i Lubjanka-fængslet. Han påstod, at Vladimir Krjuchkov, den tidligere chef for det sovjetiske hemmelige politi, fortalte ham om skydningen i en privat samtale. Erklæringen forklarede ikke, hvorfor Wallenberg blev henrettet og heller ikke, hvorfor regeringen havde løjet om det. Pavel Sudoplatov hævdede, at Raoul Wallenberg var blevet forgiftet af Grigorij Mairanovskij. I 2000 underskrev den russiske anklager Vladimir Ustinov en posthum kendelse, der rehabiliterede Wallenberg og hans chauffør, Langfelder, som "ofre for politisk undertrykkelse". Et antal filer med tilknytning til Wallenberg blev overgivet til den øverste russiske rabbi af den russiske regering i september 2007. De vil blive opbevaret i Moskva i Museet for tolerance, som ventes åbnet i 2011.
Raoul Wallenberg blev 72 år efter sin forsvinden officielt erklæret død af de svenske myndigheder i oktober, 2016, dødsdatoen er angivet som den 31. juli 1952 . Dødserklæringen blev udstedt på familiens anmodning.

### Afvigende opfattelser om hans død
Adskillige tidligere fanger har påstået at have set Wallenberg senere end hans rapporterede død i 1947. I februar 1949 afgav den tidligere tyske oberst, Theodor von Dufving, som var krigsfange, vidneforklaring om Wallenberg. Mens Dufving var i en gennemgangslejr i Kirov undervejs til Vorkuta, mødte han en fange med sin egen specielle vagt og klædt i civil. Fangen hævdede at være svensk diplomat, og at han var der "på grund af en stor fejl."
Den kendte nazijæger Simon Wiesenthal søgte ligeledes efter Wallenberg og indsamlede adskillige vidneudsagn. For eksempel erklærede den britiske forretningsmand Greville Wynne, som sad fængslet i Lubjanka-fængslet i 1962 på grund af sin forbindelse med KGB-afhopperen Oleg Penkovskij, at han talte med – men ikke kunne se ansigtet af – en mand, som hævdede at være svensk diplomat. Efim (eller Yefim) Moshinsky påstår at have set Wallenberg på Wrangeløen i 1962. Et øjenvidne hævdede, at hun havde set Wallenberg i 1960'erne i et sovjetisk fængsel.
Under en privat samtale om betingelserne for de indsatte i sovjetiske fængsler, som fandt sted ved et selskab i midten af 1970'erne, rapporteres en KGB-general at have sagt, at "betingelserne kan ikke være så slemme igen, når der i Lubjanka-fængslet er en udenlandsk fange, som nu har været der i næsten tre årtier".
De sidste rapporter om Wallenberg er fra to uafhængige vidner, som fortalte, at de havde bevis for, at han var i fængsel i november 1987.
På initiativ af Raoul Wallenbergs halvbroder, professor Guy von Dardel, der var en velkendt fysiker, som havde arbejdet ved CERN, blev der i 1991 dannet en svensk-russisk arbejdsgruppe for at søge information om Wallenbergs skæbne i 11 forskellige militær- og regeringsarkiver fra det tidligere Sovjetunionen.
Guy von Dardel gjorde i øvrigt en stor indsats for at klarlægge sin halvbroders skæbne. Han rejste mere end halvtreds gange til Sovjetunionen for at deltage i samtaler og foretage undersøgelser, herunder af optegnelser fra Vladmir-fængslet. I årenes løb samlede professor von Dardel et arkiv på 50.000 sider med interviews, avisartikler, breve og andre dokumenter, som havde relation til hans forsøg på at forstå, hvad der var sket med hans broder. Mange, herunder professor von Dardel og hans døtre Louise og Marie, accepterer ikke de forskellige versioner om Wallenbergs død og kræver stadig, at arkiverne i Rusland, Sverige og Ungarn skal åbnes for uvildige forskere. Wallenbergs niece, Louise von Dardel er familiens mest aktive og vier meget af sin tid til at tale om Wallenberg og udføre lobbyarbejde i forskellige lande for at prøve at afdække oplysninger om sin onkel.

## Skueproces i 1953
I 1953 indledte den daværende ungarske statssikkerhedsmyndighed (Államvédelmi Hatóság
eller ÁVH) en skueproces for at bevise, at Wallenberg ikke var blevet overført til Sovjetunionen i 1945, men var et offer for internationale zionister. Processen var en del af Stalins anti-zionistiske kampagne.
I april 1952 kidnappedes tre ledere af det jødiske samfund i Budapest, Miksa Domonkos, László Benedek og Lajos Stöckler, af ÁVH-embedsmænd for at fremtvinge tilståelser fra dem. To påståede øjenvidner – Pál Szalai og Károly Szabó – blev ligeledes arresteret og afhørt under tortur.
Ideen om, at "Wallenbergs mordere" var ungarske zionister, blev støttet af den ungarske kommunistleder Ernő Gerő, hvilket fremgår af en note, han sendte til førstesekretær Mátyás Rákosi. Skueprocessen skulle have været holdt i Moskva, men efter Stalins og Lavrentij Berijas død blev forberedelserne afbrudt, og fangerne løsladt. Miksa Domonkos tilbragte en uge på hospitalet og døde kort tid efter hjemme, hovedsagelig af følgerne efter den tortur, han havde været udsat for.

## Familien
Raouls moder og stedfader begik med to dages mellemrum begge selvmord ved at tage en overdosis piller i 1979. Deres datter Nina Lagergren, Raouls halvsøster, tilskrev selvmordene deres fortvivlelse over aldrig at finde Raoul.
Ninas datter, Nane Maria Lagergren, blev gift med Kofi Annan.

## Hædring
Wallenberg er to gange blevet nomineret til Nobels fredspris i 1948 af mere end 80 kvalificerede indstillere og igen i 1949 af en enkelt indstiller (på dette tidspunkt kunne prisen teknisk set gives posthumt, men ideen om en sådan tildeling var kontroversiel).

### Australien
In Melbourne findes der et lille mindesmærke til ære for Wallenberg ved "Jewish Museum Holocaust and Research Centre", et monument dedikeret til ham på hjørnet af Princess Street og High Street, Kew samt et træ og et mindesæde ved St Kilda Town Hall. Det australske "Centre for Clinical Neuropharmacology" i Melbourne antog navnet 'The Raoul Wallenberg Centre' i anledning af Raoul Wallenbergs 89-års fødselsdag. I Sydney er der en Raoul Wallenberg-have og -skulptur i Woollahra samt en statue indendørs i Jewish Museum of Australia. Mindetræer er blevet plantet foran forbundsparlamentet og mange andre steder. Wallenberg blev i 1985 den første æresborger i Australien.

### Canada
Wallenberg blev i 1985 den første æresborger i Canada, og 17. januar, som er den dag, han forsvandt, blev erklæret for Raoul Wallenberg-dag i Canada.
Over hele Canada findes talrige mindesmærker, parker og monumenter, som hædrer Wallenberg. De indbefatter Raoul Wallenberg Corner i Calgary, Raoul Wallenberg Park i Saskatoon, Parc Raoul Wallenberg i Ottawa (Ontario) og et mindesmærke bag Christ Church Cathedral i Montreals centrum. Hovedindgangen til Earl Bales Park i Toronto har navnet Raoul Wallenberg Road.

### Tyskland
Både i Øst- og Vestberlin er gader opkaldt efter Wallenberg. En "Wallenberg-Straße" (navngivet i 1967) ligger i det vestlige distrikt af Wilmersdorf, mens Raoul-Wallenberg-Straße med en station på S-Bahn (navngivet i 1992) ligger i det østlige distrikt af Marzahn.

### Ungarn
I Budapest, hvor Wallenberg arbejdede, blev han udnævnt til æresborger i 2003. Han bliver mindet flere steder, herunder i Raoul Wallenberg Memorial Park, som hylder alle dem, der reddede mange af byens jøder fra deportation til udryddelseslejre, og ved den bygning, som husede den svenske ambassade i 1945.

### Israel
Israel gav Wallenberg æresborgerskab i 1986, og han er hædret på Jad Vashem-mindesmærket som en af de "Retfærdige blandt nationerne", der er en betegnelse for ikke-jøder, som reddede jøder fra holocaust. Der findes mange hyldester til Wallenberg i Israel, bl.a. mindst 5 gader med hans navn. Langs en af disse gader i Tel Aviv har der fra 2002 stået en statue, som er mage til en i Budapest, skabt af billedhuggeren Imre Varga.

### Rusland
Til hans ære er der et mindesmærke i atriumgården til det russiske Rudomino-bibliotek for fremmedsprog i Moskva, og en uddannelsesinstitution i Sankt Petersborg bærer hans navn.

### Sverige
I 2001 indviedes et mindesmærke i Stockholm af kong Carl 16. Gustaf ved en ceremoni, hvor også daværende generalsekretær for FN og hans hustru Nane Maria Annan (Wallenbergs niece) var til stede. Det er et abstrakt værk, visende mennesker, der stiger op fra betonen sammen med en gengivelse i bronze af Wallenbergs underskrift. Ved indvielsen udtalte kongen, at Wallenberg "er et lysende eksempel for alle, der ønsker at leve som medmennesker." Kofi Annan priste ham som "en inspiration for os alle til at handle, når vi kan, og have modet til at hjælpe dem, der lider og har brug for hjælp."
Ligeledes findes der et mindesmærke i Göteborg ved Hagakyrkan. Kofi Annan overværede også afsløringsceremonien her.

### Storbritannien
Der er et Raoul Wallenberg-mindesmærke på Great Cumberland Place i London uden for Western Marble Arch Synagogen, hvor dronning Elizabeth 2. og prins Charles ved to forskellige lejligheder hyldede Wallenberg.

### USA
Wallenberg blev æresborger i USA i 1981, og var den anden person, der fik denne udmærkelse (efter Winston Churchill). I 1985 omdøbtes den del af 15th Street, sydvest, i Washington D.C., hvor United States Holocaust Memorial Museum ligger, til Raoul Wallenberg Place ved Kongresbeslutning (act of Congress).
USA's postvæsen udgav et frimærke for at hædre ham i 1997. Medlem af Repræsentanternes Hus Tom Lantos, der var en af dem, som blev reddet af Wallenbergs handlinger, sagde: "Det er meget passende, at vi hædrer [ham] med et frimærke. I denne æra, som savner helte, er Wallenberg arketypen på en helt – en, som risikerede sit liv dag ud og dag ind for at redde livet for titusinder af mennesker, han ikke kendte og hvis religion, han ikke delte."
Raoul Wallenberg-monumentet findes på Raoul Wallenberg Walk på Manhattan over for FN's hovedkvarter. Det blev bestilt af det svenske konsulat og formgivet af den svenske billedhugger Gustav Kraitz. Kraitzs værk, Hope, er en kopi af Wallenbergs mappe, en kugle, fem søjler af sort granit og brosten, som engang lå på gaderne i den jødiske ghetto i Budapest. Et andet mindesmærke findes foran "Art and Architecture"-bygningen ved Michigan universitet, hvorfra han fik sin eksamen i arkitektur i 1935.
Blandt andre steder opkaldt efter Wallenberg er Raoul Wallenberg Traditional High School i San Francisco og Raoul Wallenberg-skolen i Brooklyn, New York.

### Galleri
- Statue af Raoul Wallenberg, Wallenberg St., Tel-Aviv, Israel.
- Place Raoul Wallenberg, Montreal
- Mindesmærke på Great Cumberland Place, London
- Skilt i Budapest til minde om Wallenberg
- Gadeskilt på Raoul Wallenberg St. i Jerusalem.
- Wallenbergs mappe i bronze, med initialerne R W, opsat på trappen til Wallenbergs fødehjem. Brostenene er fra den jødiske ghetto i Budapest.
- Köszönöm, et monument ved Michigan universitet til ære for en af dets studerende.
- Et af mindesmærkerne i Budapest.

## Udmærkelser i hans navn
Raoul Wallenberg-komitéen i USA uddeler Raoul Wallenberg-medaljen til "enkeltpersoner, organisationer og samfund, som afspejler Raoul Wallenbergs humanitære indstilling, personlige mod og ikke-voldelige handlinger stillet over for store odds."
Wallenberg-legatet ved Michigans universitet uddeler en Wallenberg-medalje og en gæsteforelæsning til fremtrædende humanitære personligheder. Universitetets Taubman College for arkitektur og byplanlægning uddeler desuden stipendier til dygtige studenter, og mange gives med det formål at gøre det muligt for disse at tage en del af deres studier i udlandet.

## Wallenberg i kulturen

### Film
Der er indspillet et antal film om Wallenbergs liv, bl.a. tv-filmen Wallenberg: A Hero's Story fra 1985 med Richard Chamberlain i hovedrollen, den svenske produktion fra 1990 God afton, Herr Wallenberg med Stellan Skarsgård samt forskellige dokumentarfilm, som f.eks. Raoul Wallenberg: Buried Alive (Raoul Wallenberg: Levende begravet) (1984) og Searching for Wallenberg (Eftersøgning af Wallenberg) (2003).

### Opera
Der er lavet to operaer om Wallenberg:
- Wallenberg, komponeret af Erkki-Sven Tüür med libretto af Lutz Hübner. Den havde premiere i Opernhaus Dortmund 5. maj 2001.[89]
- Raoul, komponeret af Gershon Kingsley med libretto af Michael Kunze. Den havde premiere 21. februar 2008 i Theater Bremen.[kilde mangler]